# 湯彼利

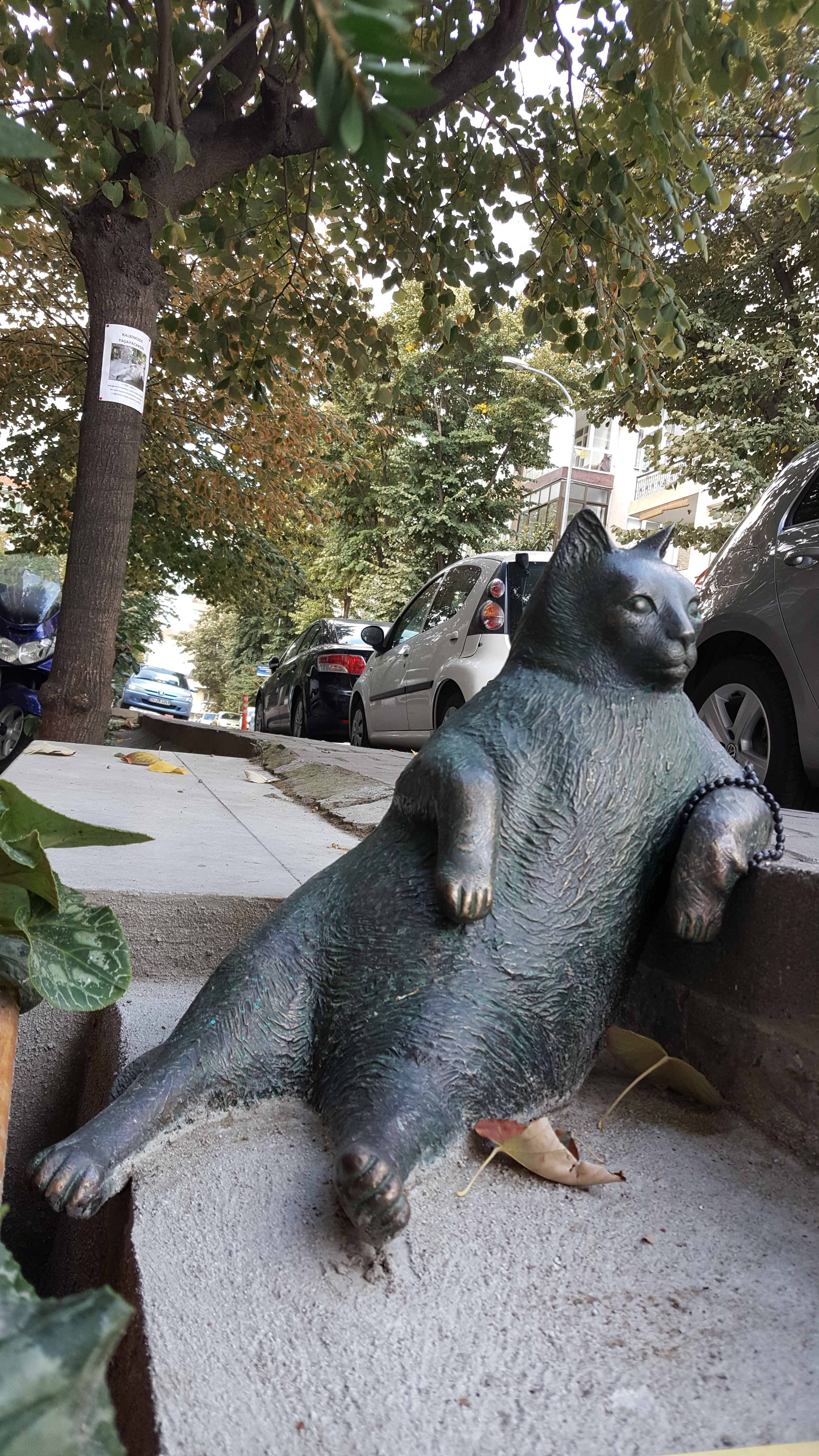
湯彼利的雕像。

湯彼利（土耳其語：Tombili，意為「胖嘟嘟」）是一隻來自土耳其伊斯坦堡的流浪貓，出生日期和出生地不詳，於2016年8月1日去世。祂因一張倚靠在人行道上的照片而聞名，伊斯坦堡政府在湯彼利去世後為他建造了一座雕像。

## 生平
湯彼利是一隻居住在伊斯坦堡卡德柯伊茲維貝的流浪貓。媒體經常報導湯彼利的性別為男性；然而這點存在爭議。湯彼利因其友善和倚靠在台階上的方式而受到附近居民的歡迎。由於這張照片，這隻貓在社群媒體上聞名並成為網路迷因，2016年，湯彼利因患重病於同年8月初去世。

## 紀念雕像

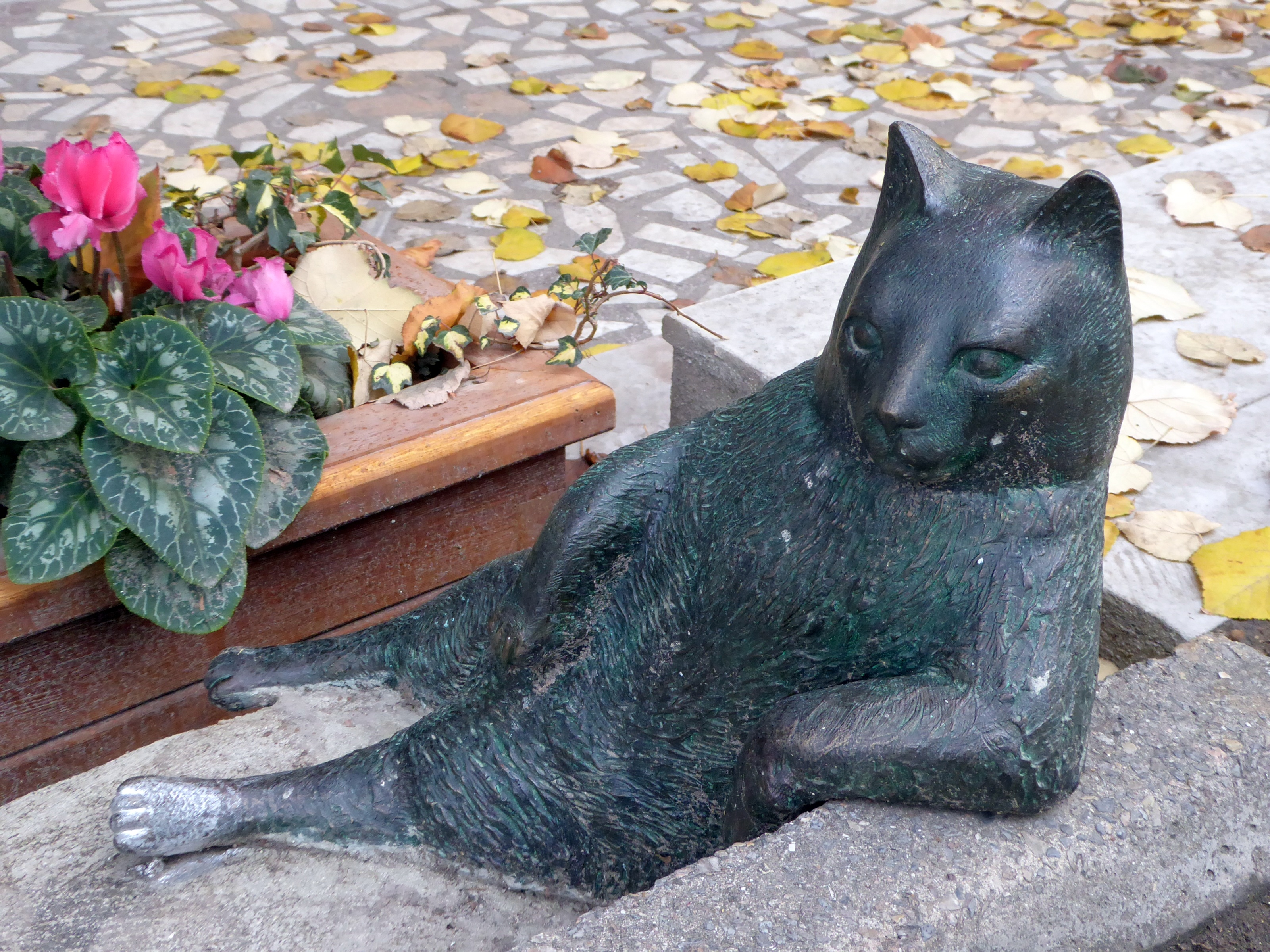
湯彼利的雕像。

在他去世後，一份紀念湯彼利的请愿书收到了17,000個簽名，卡德柯伊市長艾庫爾特·努霍格魯（Aykurt Nuhoğlu）同意紀念湯彼利，經由當地雕塑家塞瓦爾·薩欣（Seval Şahin）製作了一座雕塑，重現了湯彼利倚靠在台階上的姿勢，並於2016年10月4日為世界野生動物日揭幕。在開幕現場中，共有數百人前來表達敬意，卡德柯伊副市長巴薩爾·內吉波盧（Başar Necipoğlu）則在土耳其電視台播出的活動中發表演說。

### 盜竊和歸還
一個月後，湯彼利的雕像失蹤了，根據社群媒體上分享的照片顯示，雕像從原來的位置消失，只留下雕塑的黃銅牌匾。卡德柯伊市政府於2016年11月8日宣布雕像被盜，並引發了土耳其和其他地區的強烈抗議和擔憂。然而在11月10日，雕像被安全歸還。
2017年，由於雕像前面的建築物進行改建工程，該雕像被從現場移除。2022年12月，湯彼利紀念碑被重新安裝在原處，並配有新牌匾。

## 外部連結
- "BoRa KiLiC Travel In Turkey - In Memory Of Istanbul’s Phenomenal Cat" （页面存档备份，存于）, on YouTube